# Jan Szczęsny Niemira

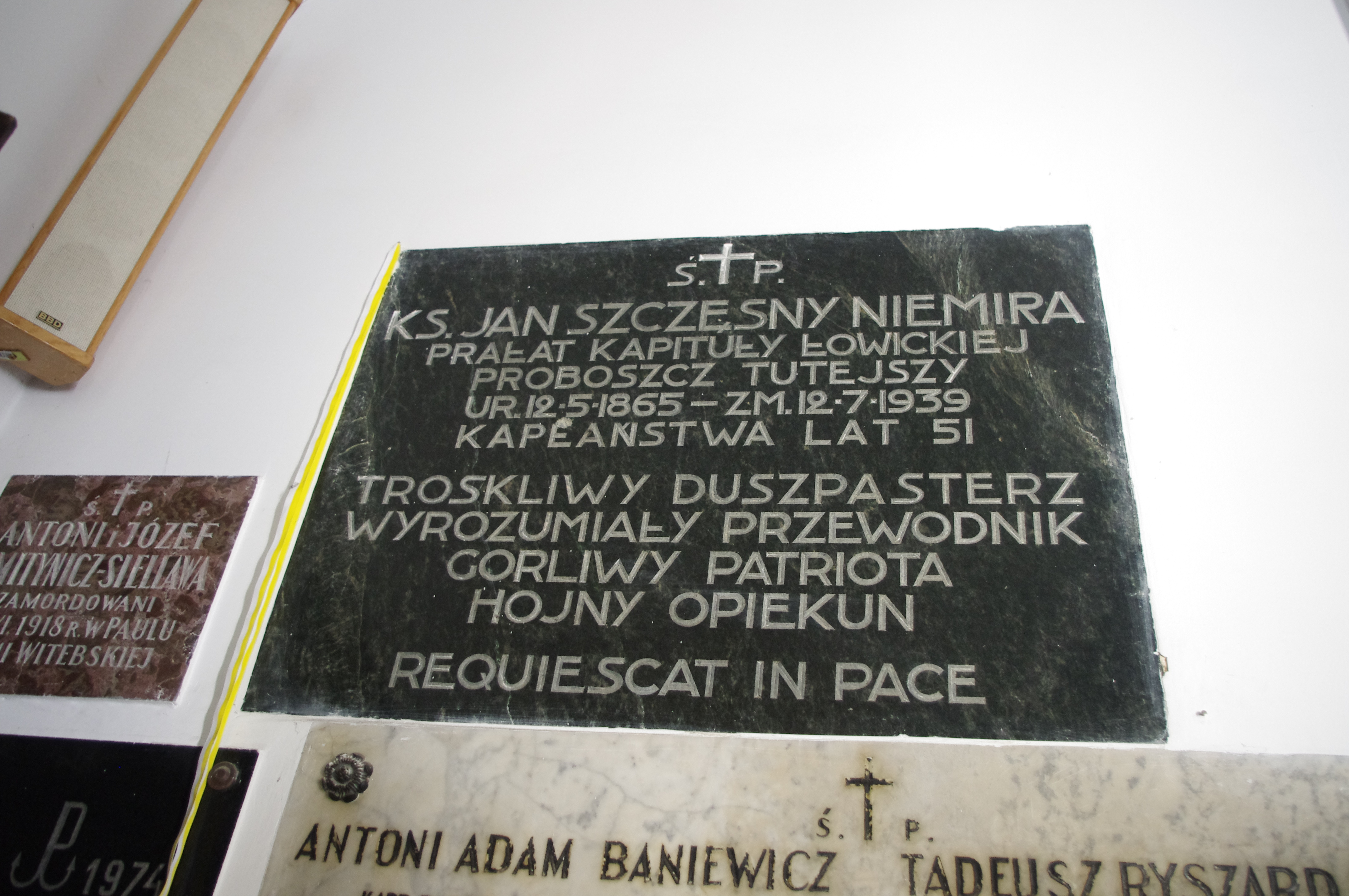
Tablica upamiętniająca Jana Szczęsnego Niemire w Kościele św. Stanisława Kostki w Warszawie

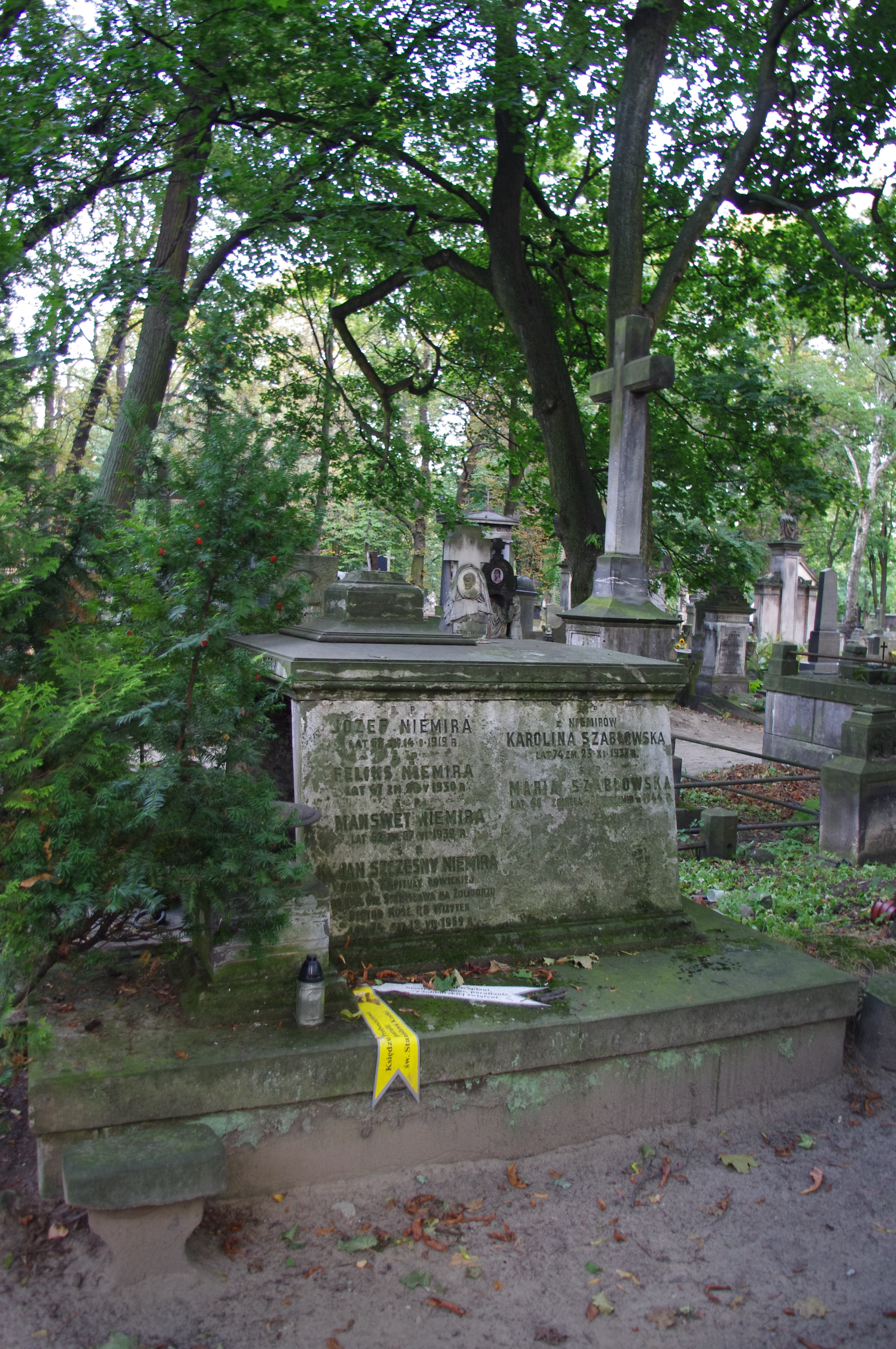
Grób ks. Jana Szczęsnego Niemiry na cmentarzu Powązkowskim w Warszawie

Ks. Jan Szczęsny Niemira (ur. 12  maja 1865, zm. 12 lipca 1939) – polski duchowny rzymskokatolicki, prałat kapituły łowickiej, drugi proboszcz i zarazem budowniczy kościoła pw. św. Stanisława Kostki na warszawskim Żoliborzu. 
Proboszczem parafii św. Stanisława Kostki w Warszawie został zastępując chorego ks. Klemensa Cyrulińskiego w 1930 r. To on doprowadził do rozpoczęcia budowy murowanego kościoła, ukończonej dopiero w okresie PRL-u. Od 1933 r. rektor Kościoła Wizytek w Warszawie. Pochowany na cmentarzu Powązkowskim (kwatera C-2-1/2).